# Vallkämpar
Vallkämpar (Plantago rugelii) är en grobladsväxtart som beskrevs av Joseph Decaisne. Enligt Catalogue of Life ingår Vallkämpar i släktet kämpar och familjen grobladsväxter, men enligt Dyntaxa är tillhörigheten istället släktet kämpar och familjen grobladsväxter. Arten förekommer tillfälligt i Sverige, men reproducerar sig inte. Utöver nominatformen finns också underarten P. r. asperula.